# Bataille de Buxy
La bataille de Buxy, ou bataille de Bussy, a lieu le 14 mars 1471 près de Buxy et oppose les troupes du duc de Bourgogne Charles le Téméraire (commandées, selon les sources, par son lieutenant-général, Jean II de Neufchâtel-Montaigu ou par Claude de Montagu) à celles du roi de France Louis XI.
En décembre 1470, Louis XI fait annuler le traité de Péronne et reprend les hostilités contre Charles le Téméraire. Des troupes envahissent la Bourgogne et Buxy est assiégé, siège que les Bourguignons tentent de rompre.
D'après le chroniqueur Benoit Mailliard (qui affirme avoir deux frères dans un camp et un dans l'autre), l'armée française est commandée par quatre seigneurs : le dauphin d'Auvergne (Louis Ier de Montpensier), le comte de Périgord (Alain d'Albret), le comte de Comminges (Jean de Lescun), et Rauffet de Balsac, sénéchal de Beaucaire (qui commande 4 000 francs-archers) tandis que les Bourguignons sont commandés par Claude de Montagu, seigneur de Couches, qui meurt dans la bataille. D'après lui, les archers français résistent pendant quatre heures, avant d'être secourus par les chevaliers, qui battent les Bourguignons en deux heures. Le chroniqueur se trompe pourtant de quatre ans et situe à tort « Bussy » dans le Charolais.
Même si les deux camps revendiquent la victoire, les Français restent maîtres du terrain ; Jean de Neufchâtel affirme n'avoir retiré ses hommes qu'avec l'arrivée de la nuit. En raison de cette retraite, il est cependant menacé d'expulsion de l'ordre de la Toison d'or pour offense à l'honneur militaire, mais les charges contre lui sont abandonnées : l'étendard du duc n'ayant pas été déployé, l'honneur de ce dernier est sauf.
Les Français s'emparent de Buxy, mais les troupes royales évacuent progressivement la Bourgogne : le 19 mars, une trêve est signée à Amiens. Elle n'est applicable que le 4 avril, et des combats perdurent durant ce mois.
Y périssent :
- Claude de Montagu
- Guillaume II de Pontailler

## Sources
1. 1 2 3 4  Chroniques de Benoit Mailliard, 1re partie - VII
2. 1 2 3  (en) Richard Vaughan, Charles the Bold : the last Valois Duke of Burgundy, Woodbridge, Suffolk, U.K. Rochester, N.Y, The Boydell Press, 2002 (réimpr. 2004) (1re éd. 1973), 523 p. (ISBN 978-0-85115-918-8, lire en ligne) (lire sur Google Books
3. ↑  Werner Paravicini, « Un amour malheureux au XVe siècle : Pierre de Hagenbach et la dame de Remiremont », Journal des Savant, 2006, p. 119
4. ↑  (en) Paul Robinson, Military honour and the conduct of war : from ancient Greece to Iraq, London New York, Routledge, 2006, 218 p. (ISBN 978-1-134-16503-2, 978-1-134-16498-1 et 978-1-134-16502-5, lire en ligne), p. 72